# 松永延造
松永延造（まつなが のぶぞう／えんぞう、1895年4月26日 - 1938年11月20日）は、日本の小説家。

## 人物・来歴
横浜市の富裕な商家に生まれたが、幼少時に脊椎カリエスにかかり、障害に苦しみながら小説・戯曲を書いた。代表作に『夢を喰ふ人』がある。

## 著作
- 『夢を喰ふ人』京文社　1922年
- 『時頼と横笛 戯曲』新作社 1924年
- 『職工と微笑』春陽堂 1928年
- 『松永延造全集』全3巻（伊藤信吉ほか編、国書刊行会、1984年）
- 『夢を喰ふ人』北宋社 1988年7月

- 「哀れな者」（『コスモス』第一輯、編：萩原恭二郎、1935年）：「幻想と怪奇」6号　幻妖コスモロジー　日本作家総特集（1974年3月）に収載